# Acantilados fosilíferos de Joggins

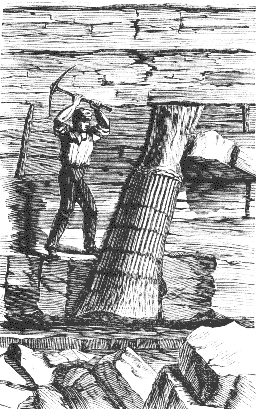
Fósil del tronco de Sigillaria preservado en los acantilados Joggins en un grabado de un tratado de Dawson de 1868.

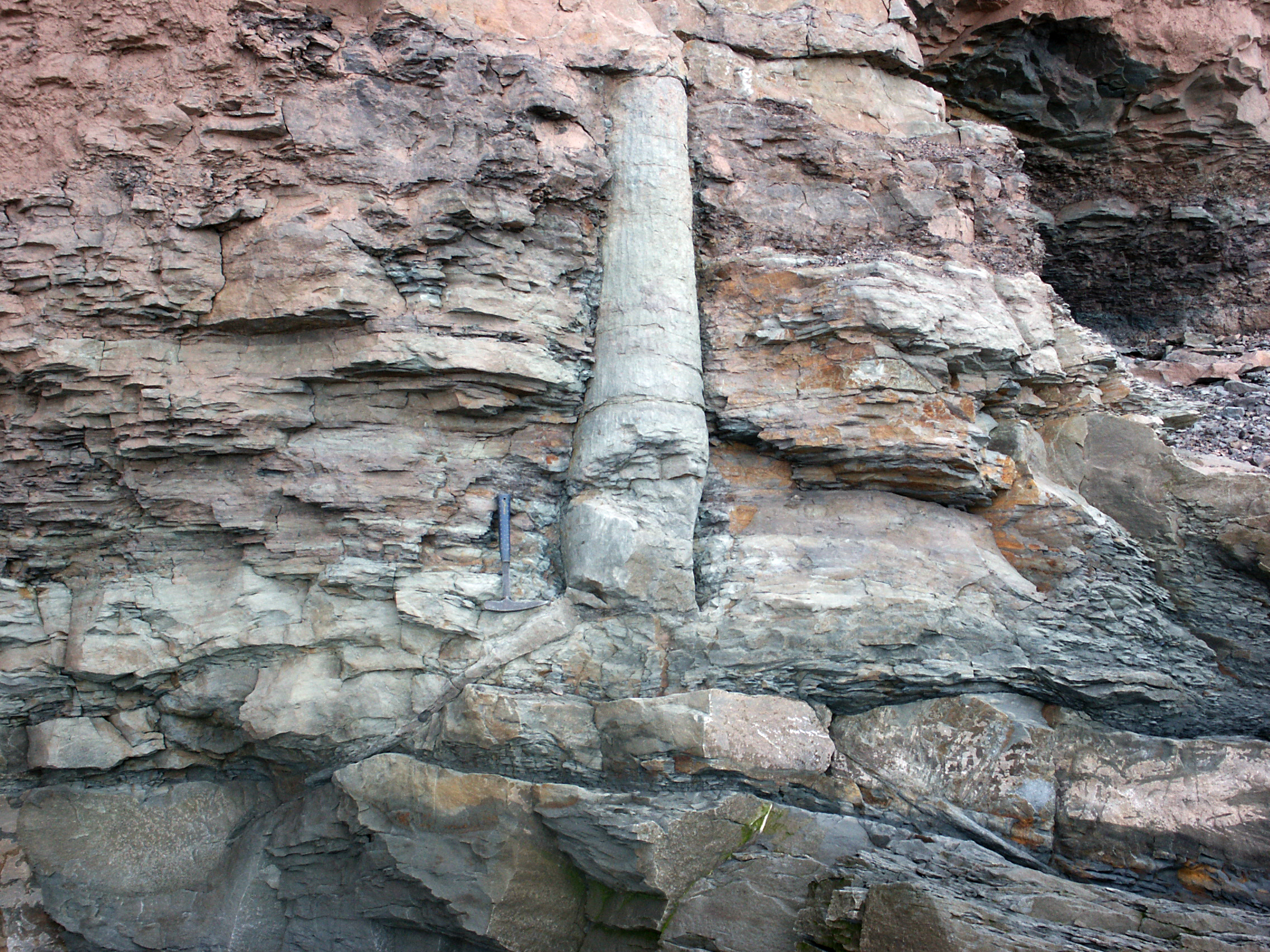
Tronco fosilizado de Sigillaria.

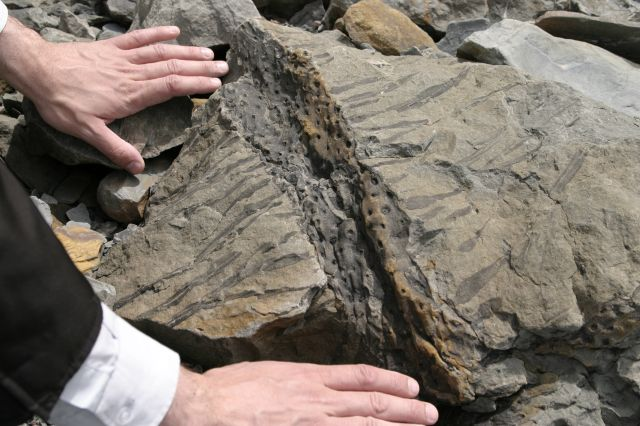
Impresión de una raíz fosilizada encontrada cerca de los acantilados en Joggins, Nueva Escocia.

Los acantilados fosilíferos de Joggins están situados en la comunidad rural de Joggins, en el oeste del condado de Cumberland en Nueva Escocia, Canadá, siendo famosos por su extensa colección de fósiles de hace unos 310 millones de años (subperiodo Pensilvánico del periodo Carbonífero), .
La dramática exposición costera de las rocas del carbonífero son cortadas y expuestas por la acción de las mareas en la dársena de Cumberland. La fama de la zona comienza con las visitas de mediados del siglo XIX y de los años 1842 y 1852 de Charles Lyell, fundador de la geología moderna y autor de Principios de geología. En sus Elementos de geología de 1871, Lyell proclamó la exposición de rocas y fósiles del Carbonífero de Joggins como «el ejemplo más fino del mundo».
El registro fósil de Joggins figura en el libro El origen de las especies de Darwin y desempeñó un papel importante en el debate de Oxford de 1860 entre el obispo Wilberforce y Thomas Huxley.
Una gran recolector de fósiles de Joggins fue Sir William Dawson (1820-1899), geólogo de Nueva Escocia que tenía una relación personal y laboral con su amigo y mentor Charles Lyell. Una gran parte de la colección de Dawson se encuentra en el museo Redpath de la universidad McGill.
En 1852 Lyell y Dawson hicieron un descubrimiento de fósiles de tetrápodos dentro del tocón de un árbol vertical en el punto de la mina de carbón. Las investigaciones subsecuentes de Dawson llevaron al descubrimiento de uno de los fósiles más importantes de la historia de la ciencia, el Hylonomus lyelli, que sigue siendo el primer reptil conocido en la historia de la vida, así como el  más antiguo amniota conocido, el grupo que incluye todos los vertebrados que tengan la capacidad de reproducirse libremente en el agua, abarcando todos los reptiles, los dinosaurios extintos y sus parientes, los pájaros, así como los mamíferos. En 2002, Hylonomus fue nombrado el fósil provincial de Nueva Escocia.
Un conjunto de huellas se preserva en los acantilados. Un fósil del licopodiofito Sigillaria se preserva in situ.
Otros notables geólogos del siglo XIX que trabajaron en Joggins fueron Abraham Gesner, inventor del queroseno, y Sir William Logan, que midió los acantilados capa a capa para la Comisión Geológica de Canadá.
En 2007, 15 kilómetros de costa que abarcaban los acantilados fosilíferos de Joggins fue propuesta  a la Unesco por Canadá como sitio natural del Patrimonio de la Humanidad. Fue inscrita oficialmente en la lista del Patrimonio de la Humanidad el 7 de julio de 2008.